# Fábián Juliánna
Fábián Juliánna (Bédi Jánosné) (Komárom, 1766. január 13. – Komárom, 1810. március 7.) költő, varrónő.

## Élete
Komáromban élt, nemes szülőktől származott. Férje, Bédi János, akivel tíz évig élt házasságban, csizmadia volt. Négy gyermeke volt. Hogy férjét segítse, mindenfélét varrt, különösen főkötők készítésével foglalkozott. A gazdasszonykodás mellett verseket írt.
A versírásra Molnár Borbála könyve (Kassa, 1793) lelkesítette, akivel később levelezett is. Első levelét gróf Gvadányi József lovas generálishoz, akit csak híréből ismert, intézte 1795. október 24-én. A gróf barátsággal fogadta az ismeretlen nő verses levelét, s buzdító verses levélben felelt rá, és felajánlotta, hogy a levelezést ki fogja nyomtatni. Utolsó, 17. levele 1796. december 10-én kelt. Leveleiben részletesen megemlékezett élete körülményeiről, utolsó leveleiben Gvadányi kérésére leírta az 1763. évi komáromi nagy földrengést. Később Csizi István főstrázsamesterrel is váltott verses leveleket.
Csokonai Vitéz Mihály Lillájával (Vajda Juliannával) is barátkozott, akit 1797-ben Csokonai házánál látott meg először.
1801. október 10-én Balog István neje lett.

## Munkái
- Verses levelezés, a melyet folytatott gróf Gvadányi József magyar lovas generális nemes Fábián Juliannával, nemes Bédi János élete párjával, melybe több nyájas dolgok mellett, királyi Komárom városába történt siralmas földindulás is leirattatott és a versekbe gyönyörködők kedvéért kiadattatott. Pozsony, 1798.

### Kéziratban
Versei: gróf Széchenyi Ferenczhez, Komárom, 1803. és Kovachich Márton neje Hajósy Johanna emlékezetére, Komárom, 1806.

## Emlékezete
- Kemény Egon - Gál György Sándor - Erdődy János: „Komáromi farsang” (1957) Rádiódaljáték 2 részben. Főszereplők: Csokonai Vitéz Mihály – Ilosfalvy Róbert és Zenthe Ferenc, Lilla – Házy Erzsébetés Korompai Vali. Szereplők: Deák Sándor, Gönczöl János, Molnár Miklós, Fábián Juliánna, írónő - Berky Lili, Bilicsi Tivadar, Szabó Ernő, Hlatky László, Fekete Pál, Lehoczky Éva, Kishegyi Árpád, Völcsey Rózsi, Gózon Gyula, Rózsahegyi Kálmán és mások. Zenei rendező: Ruitner Sándor. Rendező: László Endre. A Magyar Rádió Szimfonikus Zenekarát Lehel György vezényelte. 2019-ben Kemény Egon kétszeres Erkel Ferenc-díjas zeneszerző halálának 50. évfordulója esztendejében CD-újdonságként jelentek meg a  "Hatvani diákjai" és a  "Komáromi farsang" című daljátékai eredeti rádió-hangfelvételeinek (1955, 1957) digitalizált (2019) dupla-albumai. kemenyegon.hu